# Дворец парламента
Дворец парламента (рум. Palatul Parlamentului) — архитектурный памятник в столице Румынии Бухаресте, построенный во времена Социалистической Республики Румыния.
Дворец считается крупнейшим в Европе гражданским административным зданием, крупнейшим зданием парламента (площадью 350 000 м² и объёмом 2 550 000 м³), а также самым тяжёлым административным зданием в мире.

## Название
Изначально дворец назывался Домом народа (Народным домом; рум. Casa Poporului) или Домом Республики (рум. Casa Republicii), но в посткоммунистическую эпоху был переименован в Дворец парламента.

## Описание
Размеры дворца составляют 270 м на 240 м. Высота — 86 м. Подземная часть дворца уходит в глубину на 92 м. Во дворце 1100 комнат, 12 этажей. 4 подземных уровня достроены и уже используются и ещё 4 уровня находятся на разных стадиях завершения. На строительство было потрачено около 1 миллиона м³ мрамора, в основном из Рушкицы, 3500 тонн хрусталя (480 люстр, 1409 потолочных светильников и зеркал), 700 тыс. тонн стали и бронзы для дверей, окон, люстр и капителей. Было также использовано 900 тыс. м³ дерева для паркета и настенных панелей (орешник, дуб, вишня, вяз, клён), 200 тыс. м² шерстяных ковров разных форм и размеров. Во дворец даже были привезены различные станки, чтобы делать некоторые большие ковры прямо на месте.

## Строительство
Идея строительства огромного административного здания, в котором должны были разместиться штаб-квартиры основных государственных институтов Румынии, возникла у Николае Чаушеску в 1977 году после сильнейшего землетрясения, унесшего жизни полутора тысяч человек и превратившего большие участки в центре Бухареста в руины. Этот проект вызвал протесты части архитектурной и исторической общественности, так как в ходе его реализации пятая часть исторического центра Бухареста была бы полностью утрачена; в частности, для освобождения места для дворца были окончательно разрушены 27 церквей и синагог.
Дворец был построен на холме Спирий (от лат. Spirium — дышать), который был для этого частично срыт. Строительство началось 25 июня 1984 года. Главным архитектором была назначена Анка Петреску, под её началом работала команда из 700 архитекторов и не меньше 20 тыс. строителей. Дворец был построен в основном из материалов румынского производства. Во время строительства возник такой спрос на румынский мрамор, что даже надгробные камни по всей стране делали из других материалов. Строительство дворца почти завершилось ко времени свержения и казни Чаушеску в 1989 году. Некоторые недоделки во дворце остаются и по сей день, фактически полностью его строительство и отделка не были завершены.